# Baños de Montemayor
Baños de Montemayor ist ein westspanischer Ort und eine Gemeinde (municipio) mit 737 Einwohnern (Stand: 2024) in der Provinz Cáceres im äußersten Norden der autonomen Region Extremadura nahe der Grenze zur Region Kastilien und León.

## Lage und Klima
Der Ort Baños de Montemayor liegt in einer waldreichen Umgebung in den südlichen Berghängen der Sierra de Béjar in ca. 710 m Höhe. Die Entfernung zur südlich gelegenen Nachbarstadt Hervás beträgt nur etwa 7 km (Fahrtstrecke); die Stadt Béjar in der Nachbarprovinz Kastilien und León ist nur etwa 17 km in Richtung Nordosten entfernt. Nächstgrößere Stadt ist das etwa 56 km südwestlich gelegene Plasencia. Das Klima in den Wintermonaten ist durchaus kühl, im Sommer dagegen warm bis heiß; die eher spärlichen Niederschlagsmengen (ca. 510 mm/Jahr) fallen überwiegend im Winterhalbjahr.

## Bevölkerungsentwicklung
| Jahr      | 1857  | 1900  | 1950  | 2000 | 2021 |
| Einwohner | 1.420 | 1.807 | 1.502 | 695  | 749  |

Der Bevölkerungsrückgang seit der Mitte des 20. Jahrhunderts beruht im Wesentlichen auf der Mechanisierung der Landwirtschaft und der Aufgabe bäuerlicher Kleinbetriebe; beides hat zu einem Verlust an Arbeitsplätzen und in der Folge zu einer Abwanderung eines Teils der Bevölkerung in die Städte geführt (Landflucht).

## Wirtschaft
Die Bewohner des Ortes lebten jahrhundertelang weitgehend als Selbstversorger von den Erträgen der kleinen Felder und vor allem von der Viehzucht. Heute spielen vor allem der Obst- und Gemüseanbau sowie die Forstwirtschaft die wichtigsten Rollen im Wirtschaftsleben der Gemeinde; daneben spielt der Kur- und Wander-Tourismus ebenfalls eine bedeutende Rolle.

## Geschichte

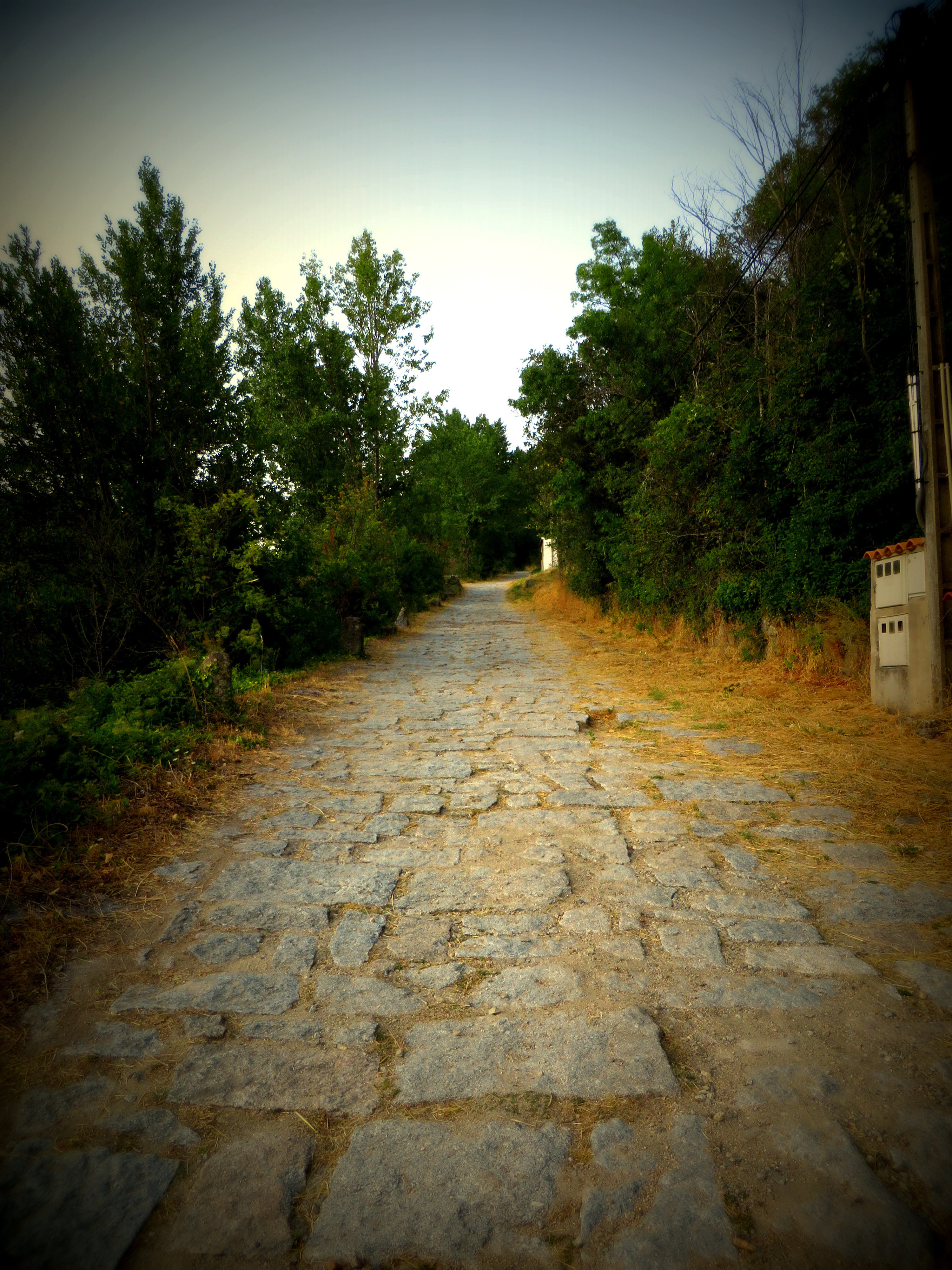
Römerstraße

Die Gegend war wahrscheinlich um 500 v. Chr. vom keltischen Volksstamm der Vettonen besiedelt; die Römer bauten in der Nähe eine Straße und nutzten die Thermalquellen des heutigen Ortes. Westgoten und Mauren haben hingegen keine Spuren auf dem hochgelegenen Gemeindegebiet hinterlassen und so beginnt die eigentliche Geschichte des Ortes erst nach der Rückeroberung (reconquista) und Wiederbesiedlung (repoblación) der Region im 12. und 13. Jahrhundert. Im ausgehenden Mittelalter und in der frühen Neuzeit gehörte Baños zur Comunidad de Villa y Tierra de Béjar, mithin zu Kastilien und León; nach der Gebietsreform des Jahres 1833 kam der Ort zur Comunidad de Villa y Tierra de Plasencia und somit zur Region Extremadura.

## Sehenswürdigkeiten
- Die Thermalquellen des Ortes wurde bereits von den Römern entdeckt und genutzt – es sind die bedeutendsten in der Region Extremadura.
- Die Pfarrkirche Santa María de la Asunción ist ein ansehnlicher Bau des 16. Jahrhunderts mit einem Querschiff. Der Glockenturm (campanar) endet in einer Bügelkrone und das auf der Nordseite befindliche Portal zeigt ein typisches Renaissance-Dekor. Im von einer Holzdecke gewölbten Innern befindet sich ein Altarretabel aus dem Jahr 1612.[5]
- Die über eine breite Treppenflucht zu erreichende Iglesia Santa Catalina wurde zu einem Kulturzentrum umfunktioniert.

Umgebung
- Außerhalb des Ortes ist ein längeres Stück der Römerstraße der Via de la Plata freigelegt und restauriert worden; es wird heute oft von Santiago-Pilgern aus dem Süden Spaniens begangen.